# Manolo Márquez
Manuel Márquez Roca (Barcelona, España, 7 de septiembre de 1968), más conocido como Manolo Márquez, es un exjugador y entrenador de fútbol español. Actualmente entrena al F. C. Goa.

## Trayectoria como jugador
Como jugador militó en el Badalona y en el Horta en los años 1990. Su carrera como jugador finalizó bastante pronto, ya que colgó las botas con únicamente 28 años.

## Trayectoria como entrenador
Como entrenador, con solo 19 años ya entrenaba en el equipo de los Escolapios. Estuvo trabajando dos temporadas en el fútbol base del Badalona y ha dirigido al P. B. Anguera (2002-03), El Prat (2003-2006, 3.ª), Europa (2006-07, 3.ª) y, nuevamente, a El Prat (2007-2009). En 2011 firmó como entrenador del C. F. Badalona. Fue nombrado mejor entrenador de Segunda B durante las dos temporadas que dirigió al Badalona.
En 2016, se convirtió en el nuevo entrenador de Las Palmas Atlético, filial de la U. D. Las Palmas. La primera temporada al mando de los amarillos se saldó con el ascenso a la Segunda División B. En la temporada siguiente, pasó a entrenar al primer equipo en Primera División. El 26 de septiembre, dimitió de dicho cargo tras la disputa de la sexta jornada de Liga, habiendo sumado 2 victorias y 4 derrotas.
Permaneció en el club unos meses más ejerciendo labores técnicas, hasta que decidió desligarse totalmente de él. Tras 6 meses en el paro ficha por el  NK Istria de la Primera Liga de Croacia.
Durante la temporada 2018-19 dirige al Ratchaburi Mitr Phol Football Club de la Liga de Tailandia, club al que dirigió hasta enero de 2019 cuando abandonó el banquillo del club tailandés alegando que querían hacerle las alineaciones.
El 31 de agosto de 2020, se convierte en entrenador del Hyderabad Football Club de la Superliga de India por una temporada, club al que llega como recambio de Albert Roca, que dejó su puesto como entrenador para incorporarse como preparador físico al cuerpo técnico de Ronald Koeman en el F. C. Barcelona. En 2022 hizo historia y se convirtió en campeón de liga con el presupuesto más bajo de toda la competición.
El 5 de mayo de 2023, quedó libre de su contrato y el 1 de junio se incorporó al F. C. Goa también en la Superliga de India. El 20 de julio de 2024, fue nombrado entrenador de la selección de India, aunque dirigirá también al club de Margao hasta el final de la temporada. No obstante, en junio de 2025, se oficializó su salida del seleccionado asiático a partir de los malos resultados obtenidos.

## Clubes

### Como entrenador
| Club                  | País      | Año       |
| --------------------- | --------- | --------- |
| PB Anguera            | España    | 2002-2003 |
| A. E. Prat            | España    | 2003-2006 |
| C. E. Europa          | España    | 2006-2007 |
| A. E. Prat            | España    | 2007-2009 |
| C. F. Badalona        | España    | 2010-2012 |
| R. C. D. Espanyol "B" | España    | 2013-2014 |
| A. E. Prat            | España    | 2014-2015 |
| U. E. Sant Andreu     | España    | 2015      |
| Las Palmas Atlético   | España    | 2016-2017 |
| U. D. Las Palmas      | España    | 2017      |
| NK Istria             | Croacia   | 2018      |
| Ratchaburi Mitr Phol  | Tailandia | 2018-2019 |
| Hyderabad F. C.       | India     | 2020-2023 |
| F. C. Goa             | India     | 2023-     |
| Selección de India    | India     | 2024-2025 |

## Palmarés

### Como entrenador

#### Campeonatos nacionales
| Título             | Club            | País  | Año     |
| ------------------ | --------------- | ----- | ------- |
| Superliga de India | Hyderabad F. C. | India | 2021-22 |